# Émile Lévy

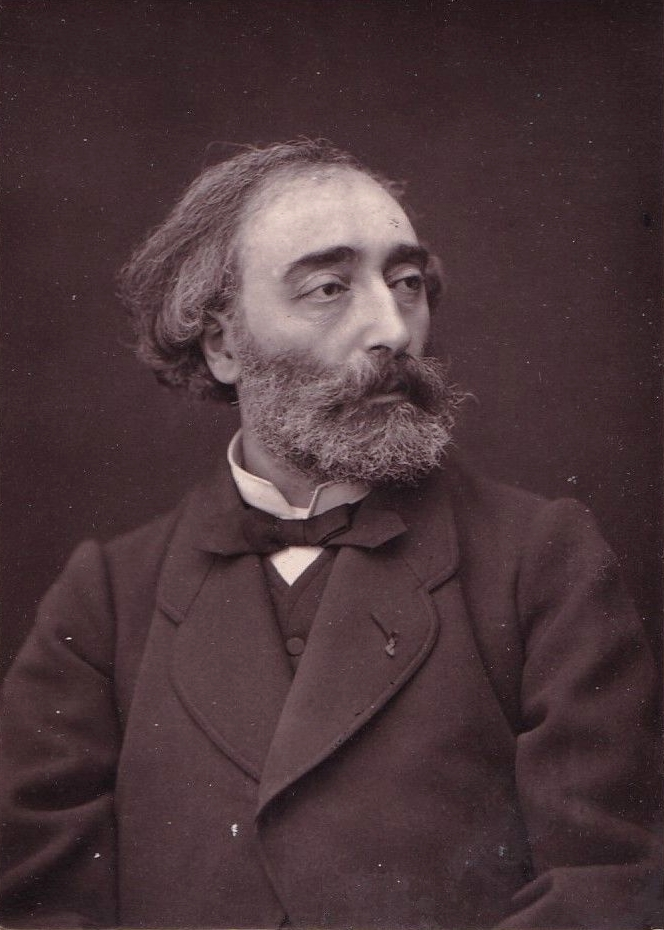
Nadar (1820–1910): Emile Lévy. Galerie Contemporaine des Illustrations Françaises, Paul de Lacroix, Band 7, 1890

Émile Lévy (* 29. August 1826 in Paris; † 4. August 1890 ebenda) war ein französischer Maler.

## Leben
Émile Lévy wurde 1826 in Paris geboren. Er studierte an der École des Beaux-Arts bei François-Édouard Picot und Michel-Martin Drolling. 1854 gewann er den Prix de Rome und hielt sich daraufhin mehrere Jahre in der Villa Medici in Rom auf. Nach seiner Rückkehr nach Frankreich nahm er regelmäßig an den Pariser Salons teil und wurde 1867 mit einer Medaille zweiter Klasse ausgezeichnet. Im selben Jahr wurde er Ritter der Ehrenlegion.

## Werk

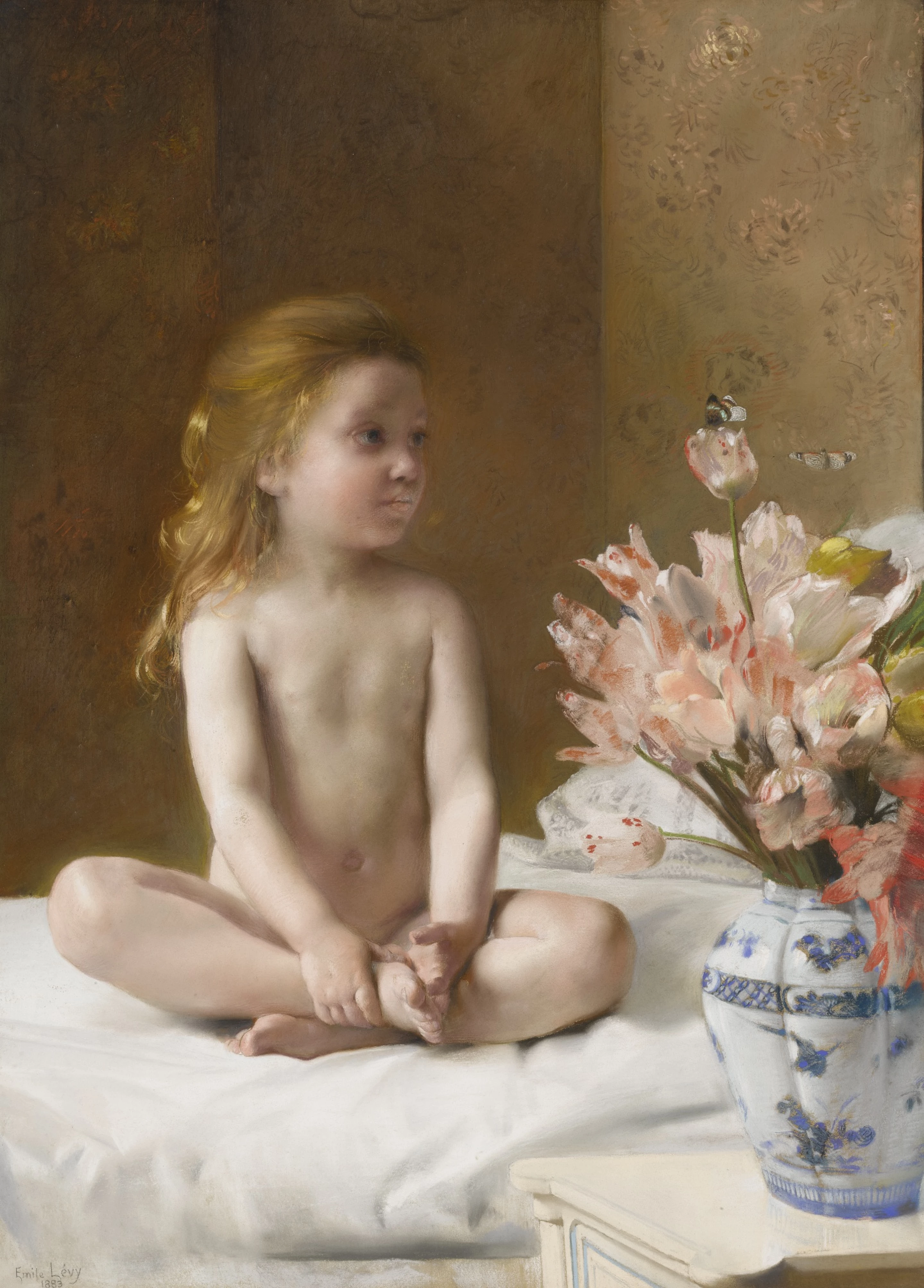
Émile Lévy: Le papillon, 1883, Pastell auf Papier, auf Leinwand aufgezogen.

Émile Lévy war vor allem für seine historisierenden, mythologischen und religiösen Darstellungen bekannt. Zu seinen Hauptwerken gehören Noé maudit Cham (1855), Mort de Cléopâtre (1868) und Le martyre de saint Laurent (1863, Kirche Saint-Augustin, Paris). Darüber hinaus war er ein geschätzter Porträtmaler. Stilistisch bewegte er sich zwischen akademischer Malerei und einem gemäßigten Realismus, der von der italienischen Renaissance beeinflusst war. Seine Werke zeichnen sich durch eine klare Komposition, eine feine Modellierung der Figuren und eine harmonische Farbgebung aus.